# Дареджан Кахетинская
Дареджа́н Кахети́нская (груз. დარეჯანი), или Неста́н-Дареджа́н (груз. ნესტან-დარეჯანი; ок. 1615, Греми, Кахетинское царство — 1668, Кутаиси, Имеретинское царство) — царевна из дома Багратионов; дочь Теймураза I, царя Кахетии и Картли. В замужестве: первым браком — княгиня Арагви, вторым и третьим браками — царица Имерети. Все три брака были следствием политических целей семьи царевны и её личных интересов. Она позволила втянуть себя в серию интриг и переворотов в Имерети и была убита членами соперничающей партии.

## Биография

### Ранние годы и первый брак
Дареджан, или Нестан-Дареджан родилась около 1615 года вероятно в Греми — столице Кахетинского царства. Она была дочерью Теймураза I, царя Кахетии, а позднее и царя Картли, от его второй жены Хорашан Картлийской, сестры Луарсаба II, царя Картли. В 1623 году отец выдал её замуж за влиятельного вассала, арагветского эристава Зураба Эристави, несмотря на протесты со стороны матери Дареджан, которая винила семью эристава во многих несчастьях, постигших её родное царство Картли. Этот брак обеспечил отцу Дареджан поддержку со стороны её мужа против полководца Георгия Саакадзе, хотя последний был женат на сестре князя Арагви. Избавившись от противника, Теймураз спровоцировал Зураба убить соперничавшего с ним про-иранского правителя Симона II, царя Картли, что тот и исполнил в 1630 году. Но вскоре отец Дареджан стал подозревать её мужа в желании занять его трон. Он пригласил эристава Арагви к себе на ужин, и когда тот пришёл, приказал его обезглавить. Затем Теймураз I отправил отрубленную голову Зураба персидскому шаху Сефи, чтобы доказать тому свою преданность и непричастность к убийству Симона II.

### Второй брак
14 мая 1631 года в Сапорцели близ Гори Теймураз I выдал вдовствовавшую Дареджан за наследного имеретинского царевича Александра. По этому случаю им был представлен фирман шаха Сефи, подтвердивший его статус, как вассального царя Картли и Кахети, правителя всей восточной Грузии. Отдав дочь в жены будущему царю Имерети, Теймураз I рассчитывал положить основание для объединения всех грузинских царств. Александр взошёл на престол Имерети в 1638 году и умер 1 марта 1660 года. Баграт, его сын от первой жены, был им отвергнут. Леонтий, его сын от Дареджан, умер в юном возрасте. Александр усыновил Луарсаба, сына Давида, покойного брата Дареджан, но и этот наследник умер в юном возрасте. Перед смертью Александру пришлось вернуть своего сына Баграта из Гурии и сделать его своим наследником. Вдовствующая царица Дареджан присутствовала на коронации Баграта, но не собиралась отказываться от власти. Хотя обоим было за сорок, пасынку пришлось считаться с амбициями мачехи. Через три дня после похорон второго мужа Дареджан заставила Баграта жениться на своей племяннице Кетеван. Все государственные указы в Имеретинском царстве в эти годы издавались сначала от имени Дареджан и следом от имени Баграта. Между мачехой и пасынком назревал конфликт, и имеретинские феодалы разделились на две партии. Папуна, эристав Рачи, призвал Баграта обратиться за поддержкой к Османской империи, чтобы убрать Дареджан. Сама вдовствующая царица пользовалась поддержкой имеретинского и абхазского католикоса Симона I из рода Чхетидзе.

### Гражданская война
Дело дошло до открытого противостояния, когда Дареджан убедила Баграта развестись с племянницей Кетеван, и предложила ему жениться на ней. После отказа Баграта, его схватили сторонники Дареджан и ослепили. Затем Дареджан подарила имеретинскую корону своему отцу Теймуразу, которого персы вытеснили из восточной Грузии. Он жил в замке Сканде в Имерети. Теймураз, поражённый порочностью своей дочери, отказался. После этого Дареджан сама захватила власть, вышла замуж за незначительного феодала Вахтанга Чучунашвили, который претендовал на происхождение от Багратионов. Она возвела его с собой на трон, сделав царём. Имеретинцы были возмущены этим. Феодалы Нижней Имерети пригласили Вамеха III Дадиани, эристава Мегрелии, а Верхней Имерети — Вахтанга V, царя Картли вмешаться и свергнуть Дареджан и её третьего мужа. Вамех III взял в плен пару, ослепил Вахтанга и захватил престол Имерети. Дареджан обратилась за помощью к Вахтангу V, царю Картли, предложив теперь уже разведённую племянницу Кетеван в жены царевичу Арчилу, сыну Вахтанга V, а ему самому трон Имерети. В 1661 году Вахтанг V вторгся в Верхнюю Имерети, и Имеретинское царство стало полем боя между правителями Картли и Мегрелии. Во время смуты Дареджан и её муж были взяты в заложники пашой Ахалцихе и помещены им под арест в Олтиси. Из плена Дареджан, через племянника Эрекле, который находился в Москве, обратилась с просьбой к русскому царю вмешаться в события, происходившие в Имерети, но просьбы её остались без ответа.

### Смерть
Имеретинское царство пребывало в состоянии анархии. 
В 1668 году подкупленный Дареджан ахалцихский паша Аслан I Джакели, под предлогом возмездия за убийство солдат турецкого гарнизона в Кутаиси, вторгся в Имеретинское царство и возвёл на престол Дареджан и Вахтанга, попутно разграбив большую часть страны. Однако царственная чета не долго занимала престол. Существуют разные версии, повествующие об обстоятельствах их смерти. По словам грузинского историка XVIII-го века князя Вахушти Багратиони, имеретинские феодалы уговорили визиря царицы — Хосию Лашхишвили убить её. По этой версии, визирь заколол Дареджан копьём, когда она делала причёску, в то время как другие заговорщики убили мужа царицы на площади перед крепостью. 
По другой версии, которая была представлена французским путешественником Жаном Шарденом, визирь заманил Дареджан в свои покои, где она была зарезана. А Вахтанга держали до прибытия слепого Баграта, законного монарха, который собственной рукой, неоднократно наносил удары узурпатору, восклицая: «Предатель, ты погасил мои глаза, я вырву твоё сердце!».
Ещё один грузинский источник XVIII-го века — «Парижская хроника», написанная анонимом, сообщает, что Хосия Ахвледиани, в сговоре с князем Сехнией Чхеидзе, напал на Дареджан, когда они обсуждали государственные дела в присутствии Софрона, епископа Гелатского. Хосия ранил царицу в грудь выстрелом из мушкета, затем связал её и заплатил солдатам турецкого гарнизона, чтобы те закололи Дареджан до смерти в воротах крепости. А Вахтанг в это время был обезглавлен. Их тела похоронили в церкви Всех Святых в Кутаиси, но через год Дареджан перезахоронили в царственной усыпальнице в Гелатском монастыре.